# Elsie Cook (ANZAC Girls)
Elsie Sheppard-Cook (apellido de soltera "Sheppard"), es un personaje de la miniserie australiana ANZAC Girls que será interpretada por la actriz Laura Brent en agosto del 2014.

## Biografía
Elsie Sheppard es una educada joven de clase media, pronto se casa con el mayor Sydney "Syd" Cook, el hijo de Sir Joseph Cook (el ex primer ministro de Australia) a tan sólo unos días antes de que ambos fueran enviados a Egipto y a la guerra; por lo que tuvieron que ocultar su matrimonio para no romper la regla de las autoridades del ejército, sin embargo cuando se descubre su matrimonio Elsie se enfrenta a la idea de ser despedida pero Elsie lucha por su trabajo y po su matrimonio y pronto se convierte en la única enfermera casada en el Servicio de Enfermería del Ejército Australiano "AANS".